# Fotbal Club Oțelul Galați 2014-2015
Questa voce raccoglie le informazioni riguardanti il Fotbal Club Oțelul Galați nelle competizioni ufficiali della stagione 2014-2015.

## Rosa
Fonte:
| N. |                                 | Ruolo | Calciatore             |
| -- | ------------------------------- | ----- | ---------------------- |
|    | Romania (bandiera)              | P     | Gabriel Abraham        |
|    | Romania (bandiera)              | P     | Dumitru Hotoboc        |
|    | RD del Congo (bandiera)         | P     | Yves Makabu-Makalambay |
|    | Romania (bandiera)              | D     | Ionuț Codreanu         |
|    | Romania (bandiera)              | D     | Stelian Cucu           |
|    | Romania (bandiera)              | D     | Mihai Leca             |
|    | Romania (bandiera)              | D     | George Miron           |
|    | Romania (bandiera)              | D     | Constantin Mișelăricu  |
|    | Romania (bandiera)              | D     | Robert Moglan          |
|    | Romania (bandiera)              | D     | Lucian Murgoci         |
|    | Romania (bandiera)              | D     | Daniel Popescu         |
|    | Romania (bandiera)              | D     | Adrian Rusu            |
|    | Francia (bandiera)              | D     | Mohamadou Sissoko      |
|    | Romania (bandiera)              | C     | Mihai Adăscăliței      |
|    | Ciad (bandiera)                 | C     | Sanaa Altama           |
|    | Bosnia ed Erzegovina (bandiera) | C     | Marcel Avdić           |
|    | Romania (bandiera)              | C     | Alexandru Avram        |
|    | Portogallo (bandiera)           | C     | Rúben Brígido          |
|    | Romania (bandiera)              | C     | Florin Cernat          |
|    | Romania (bandiera)              | C     | Sorin Cucu             |

| N. |                       | Ruolo | Calciatore            |
| -- | --------------------- | ----- | --------------------- |
|    | Romania (bandiera)    | C     | Emil Dică             |
|    | Romania (bandiera)    | C     | Răzvan Grădinaru      |
|    | Algeria (bandiera)    | C     | Jugurtha Hamroun      |
|    | Capo Verde (bandiera) | C     | Hélder Tavares        |
|    | Romania (bandiera)    | C     | Laurențiu Iorga       |
|    | Romania (bandiera)    | C     | Ciprian Milea         |
|    | Romania (bandiera)    | C     | Iulian Popa           |
|    | Cipro (bandiera)      | C     | Athōs Solōmou         |
|    | Romania (bandiera)    | C     | Tiberiu Stan          |
|    | Romania (bandiera)    | C     | Cosmin Stoian         |
|    | Romania (bandiera)    | C     | Robert Tatar          |
|    | Romania (bandiera)    | C     | Alexandru Zaharia     |
|    | Romania (bandiera)    | A     | Cristian Cristea      |
|    | Romania (bandiera)    | A     | Emil Jula             |
|    | Romania (bandiera)    | A     | Stelică Nicoliță      |
|    | Romania (bandiera)    | A     | Alexandru Perju       |
|    | Romania (bandiera)    | A     | Antonio Şefer         |
|    | Romania (bandiera)    | A     | Alexandru Tudorie     |
|    | Belgio (bandiera)     | A     | Jeanvion Yulu-Matondo |
|    | Austria (bandiera)    | A     | Serkan Çiftçi         |